# Sympycnus acuticornis
Sympycnus acuticornis är en tvåvingeart som först beskrevs av Frey 1928.  Sympycnus acuticornis ingår i släktet Sympycnus och familjen styltflugor. Inga underarter finns listade i Catalogue of Life.